# Памятник Кремлёвским курсантам (Москва)
Па́мятник Кремлёвским курса́нтам — обелиск на Сенатской площади Московского Кремля, посвящённый воспитанникам располагавшихся в Кремле первых Московских пулемётных курсов РККА и их подвигам на Южном фронте Гражданской войны в 1920 году. Установлен по предложению Владимира Ленина в июле 1921 года. Изначально представлял собой деревянную треугольную пирамиду с глобусом наверху. Позднее памятник реконструировали.
Мемориал изготовлен из красного и тёмного гранита. На стеле высечена позолоченная надпись: «Слава! Командирам и курсантам, павшим в боях в борьбе против контрреволюции под Ореховом и Синельниковом. 29.VIII.—1920 года».